# Pyracmon truncicola
Pyracmon truncicola är en stekelart som beskrevs av Thomson 1887. Pyracmon truncicola ingår i släktet Pyracmon och familjen brokparasitsteklar. Arten är reproducerande i Sverige. Inga underarter finns listade i Catalogue of Life.